# Riipijärvi (Övertorneå socken, Norrbotten, 741780-184655)
Riipijärvi är en sjö i Övertorneå kommun i Norrbotten och ingår i Torneälvens huvudavrinningsområde. Sjön har en area på 0,0465 kvadratkilometer och ligger 175,7 meter över havet.

## Delavrinningsområde
Riipijärvi ingår i det delavrinningsområde (741480-184510) som SMHI kallar för Utloppet av Pyhäjärvi. Medelhöjden är 217 meter över havet och ytan är 25,14 kvadratkilometer. Det finns inga avrinningsområden uppströms utan avrinningsområdet är högsta punkten. Juojoki som avvattnar avrinningsområdet har biflödesordning 3, vilket innebär att vattnet flödar genom totalt 3 vattendrag innan det når havet efter 110 kilometer. Avrinningsområdet består mestadels av skog (79 procent). Avrinningsområdet har 2,27 kvadratkilometer vattenytor vilket ger det en sjöprocent på 9 procent.